# Niklas Sundblad
Niklas Sundblad (* 3. Januar 1973 in Stockholm) ist ein ehemaliger schwedischer Eishockeyspieler und derzeitiger -trainer. Seit Januar 2024 ist Sundblad als Cheftrainer bei den Dresdner Eislöwen aus der DEL2 tätig. Zuvor gewann er in der Saison 2013/14 mit dem ERC Ingolstadt die Deutsche Meisterschaft. Er war der Erste der DEL-Geschichte, der sowohl als Spieler (2002) als auch als Trainer (2014) Deutscher Meister werden konnte.

## Karriere

### Spieler (1989–2008)
Niklas Sundblad begann seine Karriere als Eishockeyspieler in der Jugend von AIK Solna, für dessen Profimannschaft er in der Saison 1990/91 sein Debüt in der Elitserien gab. In seinem Rookiejahr erzielte er in 39 Spielen insgesamt vier Scorerpunkte, darunter ein Tor. Daraufhin wählten ihn die Calgary Flames im NHL Entry Draft 1991 in der ersten Runde als insgesamt 19. Spieler aus. Nachdem der Angreifer zwei weitere Jahre bei AIK verbracht hatte, spielte er von 1993 bis 1996 für Calgarys Farmteam aus der American Hockey League, die Saint John Flames. Zudem absolvierte er in der Saison 1995/96 zwei Spiele für die Calgary Flames in der National Hockey League, in denen er punkt- und straflos blieb. Nach drei Jahren in Nordamerika kehrte der Rechtsschütze nach Europa zurück, wo er einen Vertrag bei TPS Turku in der finnischen SM-liiga erhielt. Mit den Finnen gewann er in der Saison 1996/97 die European Hockey League und wurde in derselben Spielzeit Vizemeister mit seiner Mannschaft. 
Von 1998 bis 2000 spielte Sundblad wieder in seiner schwedischen Heimat bei den Malmö Redhawks, ehe er von der Düsseldorfer EG unter Vertrag genommen wurde, für die er in seiner ersten DEL-Saison in 59 Spielen insgesamt 44 Scorerpunkte, darunter 22 Tore, erzielte. Im Anschluss an die Spielzeit wechselte er zu Düsseldorfs rheinischem Rivalen Kölner Haie, mit denen er in der Saison 2001/02 Deutscher Meister wurde. In Köln blieb der ehemalige schwedische Nationalspieler noch eine weitere Spielzeit lang, ehe er für eine Saison für seinen Ex-Club Malmö Redhawks in der Elitserien auflief. Nach nur einem Jahr kehrte der Flügelspieler 2004 nach Deutschland zurück, wo er in der Saison 2004/05 mit den Duisburger Füchsen den Aufstieg in die DEL erreichte, in der er für Duisburg ein weiteres Jahr auf dem Eis stand, ehe er von 2006 bis 2008 beim HC Alleghe in der italienischen Serie A auflief. In der Saison 2007/08 erzielte der Schwede zudem in zehn Spielen zwei Scorerpunkte, darunter ein Tor, für die Nippon Paper Cranes in der ostasiatischen Profiliga Asia League Ice Hockey. Die Saison 2008/09 begann er bei seinen Heimatklub AIK Solna, der in der Zwischenzeit in die HockeyAllsvenskan abgestiegen war. 

### Trainer (seit 2008)
Kurze Zeit später verließ er den Klub und beendete seine aktive Eishockeykarriere, um anschließend beim Oberligisten Herner EV einen Vertrag als Chef-Trainer zu unterschreiben. Diesen verließ er am 2. Dezember 2009, um unter dem Italo-Kanadier Bill Stewart als Co-Trainer für seinen Ex-Club Kölner Haie zu arbeiten. Nach dessen Entlassung am 6. November 2010 übernahm Sundblad bis Saisonende die Position des Cheftrainers. Zur Saison 2011/12 machte man ihn erneut zum Assistenztrainer bei den Haien, nachdem diese Uwe Krupp als neuen Cheftrainer verpflichtet hatten. In der Saison 2013/14 war er Cheftrainer des ERC Ingolstadt und führte die Bayern zu ihrer ersten Deutschen Meisterschaft, verließ den Verein jedoch im Anschluss. Im Oktober 2014 trat Sundblad die Nachfolge des entlassenen Uwe Krupp an und wurde erneut Cheftrainer bei den Haien. Im Januar 2016 wurde der Schwede wegen anhaltender Erfolglosigkeit entlassen.
Im Januar 2017 wurde er von Örebro HK aus der Svenska Hockeyligan als Cheftrainer verpflichtet. Am 4. Dezember 2018 wurde er vom Örebro HK entlassen und am 16. Dezember 2019 als neuer Cheftrainer der Schwenninger Wild Wings vorgestellt. Am 11. November 2021 gaben die Schwenninger Wild Wings seine sofortige Freistellung bekannt. Grund dafür waren die sportliche Krise und die schlechte Tabellensituation der Schwenninger Wild-Wings.
In der Folge blieb der Schwede in der Saison 2022/23 ohne Anstellung, bevor er zur Spielzeit 2023/24 vom HC Bozen verpflichtet wurde. Nach seiner Entlassung im September 2023 wurde er im Januar 2024 als Cheftrainer der Dresdner Eislöwen aus der DEL2 vorgestellt. Bereits Ende November 2024 wurde sein Vertrag bis April 2027 verlängert. In der Spielzeit 2024/25 wurde er Meister der DEL2 und stieg in die Deutsche Eishockey Liga (DEL) auf. Sundblad ist somit der einzige Akteur, der als Spieler als auch als Trainer Meisterschaften in den zwei höchsten deutschen Spielklassen gewinnen konnte. 

### International
Für Schweden nahm Sundblad an den Junioren-Weltmeisterschaften 1992 und 1993 sowie der Weltmeisterschaft 1997 teil.

## Erfolge und Auszeichnungen
| - 1997 European-Hockey-League-Gewinn mit TPS Turku - 1997 Finnischer Vizemeister mit TPS Turku - 2002 Deutscher Meister mit den Kölner Haien - 2003 Deutscher Vizemeister mit den Kölner Haien | - 2005 Meister der 2. Bundesliga und Aufstieg in die DEL mit den Füchsen Duisburg - 2014 Deutscher Meister mit dem ERC Ingolstadt (als Cheftrainer) - 2025 Meister der DEL2 und Aufstieg in die DEL mit den Dresdner Eislöwen (als Cheftrainer) |

### International
- 1992 Silbermedaille bei der Junioren-Weltmeisterschaft
- 1993 Silbermedaille bei der Junioren-Weltmeisterschaft
- 1997 Silbermedaille bei der Weltmeisterschaft